# Barbecue

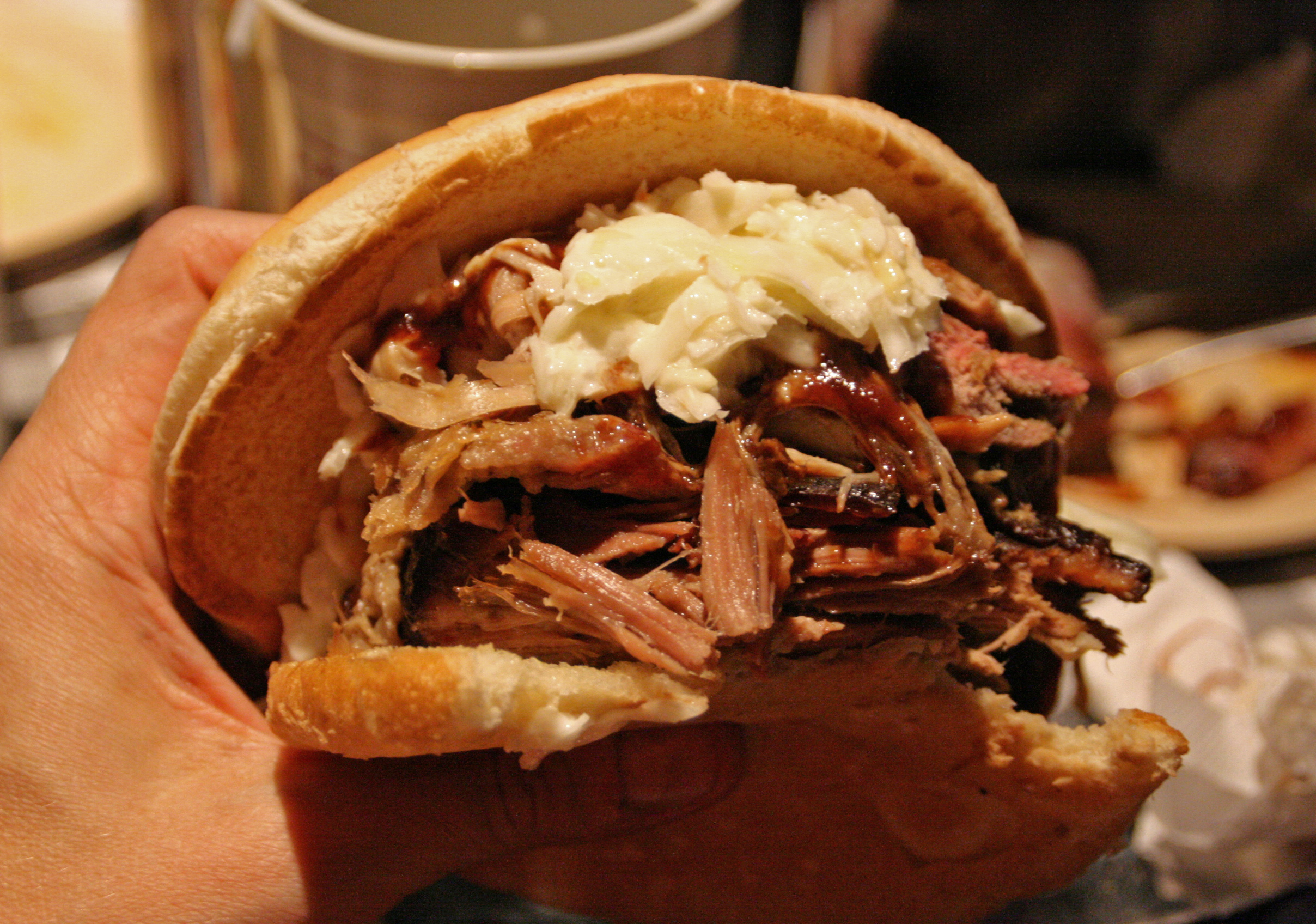
Pulled-Pork-Sandwich

Barbecue (oftmals abgekürzt als BBQ) ist eine Garmethode, bei der große Fleischstücke in einer Grube oder speziellen Barbecue-Smokern langsam bei mäßiger Temperatur in der heißen Abluft eines Holzfeuers gegart werden. Das Wort kann dabei sowohl die Garmethode selbst als auch das damit zubereitete Essen oder eine Veranstaltung bezeichnen, bei der dieses Essen zubereitet wird. Verbreitet ist Barbecue vor allem in den Südstaaten der USA.
Häufig zubereitetes Fleisch ist Schweinefleisch (vor allem Schweineschultern, Spareribs oder ganze Schweine), Rindfleisch (vor allem die Brust) und Geflügel. Größere Fleischstücke, zum Beispiel Schultern, werden nach der Zubereitung in kleinen Teilen vom Knochen gelöst und zerkleinert auf einem Sandwich gereicht. Die Barbecue-Saucen unterscheiden sich je nach Region stark, generell reichen sie von „trockenen“ Zubereitungen nur mit Gewürzen, über essig-, senf- oder tomatenbasierte Saucen bis hin zu Saucen, die vor allem aus Ketchup und Sirup bestehen.
Barbecue ist nicht nur ein wichtiges Element der Südstaatenküche, sondern hat wie jede Form der Esskultur auch eine wichtige Funktion für die Ausbildung des Identitätsgefühls. Es ist eine Aktivität, die im Süden der USA relativ klassenübergreifend betrieben wird und deshalb etwas Gemeinsames konstituiert, aber auch ausgeprägte regionale und lokale Unterschiede zulässt.
Im weiteren Sinn wird Barbecue oft als Synonym für Grillen verwendet, unterscheidet sich aber hinsichtlich der Garmethode erheblich. Wesentlich enger verwandt mit dem Barbecue sind Jerk, ein in der Karibik weit verbreitetes Essen, und das mexikanische Barbacoa.

## Barbecue und Grillen
Im englischen und zunehmend auch im deutschen Sprachraum wird Barbecue synonym mit dem Wort Grillen verwendet. Dabei sind die Unterschiede deutlich: Grillen findet direkt über der Glut bei 200 bis 300 Grad Celsius statt. Die vergleichsweise kleinen Fleischstücke (Steak, Kotelett, Hamburger etc.) benötigen nur kurze Garzeiten. Beim Barbecue hingegen gart das Fleisch durch heißen Rauch, dessen Temperatur bei etwa 100 bis 130 Grad Celsius liegt. Die wesentlich größeren Fleischstücke, wie eine ganze Schweineschulter, können so bis zu 24 Stunden brauchen, bis sie gar sind.
In Gegenden, in denen Barbecue im engeren Sinne weit verbreitet ist, wird auch begrifflich deutlich zwischen Barbecue und Grillen unterschieden. In North Carolina wird für das Grillen über glühenden Kohlen oft das Wort Cookout – also „im Freien kochen“ bzw. „Grillfest“ – verwendet, andere US-Gegenden sprechen von Grilling oder Broiling (wobei die Hitze beim Broiling von oben oder von der Seite kommt). 
Im britischen Englisch hingegen bezeichnet das Verb to grill meist Hitze von oben, während Barbecue im amerikanischen Sinne weitgehend unbekannt ist. Während das Wörterbuch Webster Barbecue als einzige erlaubte Schreibweise ausgibt, ist die Schreibung des Gerichts im Alltag fast so vielgestaltig wie die Zubereitung; häufig auftretende Synonyme sind Barbique, Barbeque, Bar-B-Que, Bar-B-Cue, Bar-B-Q, BBQ, Cue oder einfach nur Q.

## Geschichte

### Entstehung
Ursprünglich kommt das Wort vom mexikanisch-spanischen Wort barbacoa, das sich aus dem Taíno-Wort buccan ableitet und früher ein Holzgerüst bezeichnete, auf dem die Taino Fleisch über dem offenen Feuer zubereiteten. Die erste schriftliche Erwähnung von barbacoa findet sich in Gonzalo Fernández de Oviedos De la historia General y Natural de las Indias von 1526.
Verbreitet war die Zubereitungsmethode des langsamen Erwärmens von Fleisch im Rauch zur Zeit der spanischen Eroberung Amerikas in der ganzen Karibik und die Festlandsküste entlang bis nach Brasilien. So kannte schon Bernal Díaz del Castillo, der mit der Wahrhaften Geschichte der Eroberung von Neuspanien einen Augenzeugenbericht über die spanische Eroberung in den Jahren von 1519 bis 1521 verfasste, das barbacoa. Díaz del Castillo bezeichnete mit dem Begriff aber Fleisch, das im Gebiet des heutigen Mexiko in Gruben gebraten wurde.
Die enge Verbindung mit der Karibik zeigt auch, dass die spanischen, französischen und englischen Wörter für die Freibeuter der Karibik – Bucanero, Boucanier und Buccaneer – auch jeweils auf den Wortursprung buccan aus dem Taino zurückgehen. Als Jerk haben sich ähnliche Zubereitungsmethoden auch in Mittelamerika und der Karibik erhalten. In Mexiko werden ganze Ziegen bei niedrigen Temperaturen über dem Feuer zubereitet, während in Kuba ein ganzes in der Grube geräuchertes Schwein als traditionelles Weihnachtsessen gilt.
Die Spanier waren an der Entstehung des heutigen Barbecues beteiligt, indem sie Schweine und damit Schweinefleisch in die Neue Welt einführten. Im Oxford English Dictionary taucht das Wort „barbecue“ erstmals 1661 auf, bezeichnet aber noch das Holzgerüst. Wenige Jahrzehnte später war schon allein die Mahlzeit gemeint, wenn zum Beispiel Benjamin Lynde 1733 oder später George Washington und Thomas Jefferson in ihren Aufzeichnungen Barbecues erwähnen.
Auch wenn die ersten Erwähnungen des Barbecues im Gebiet der heutigen USA aus Virginia stammen, konnte sich dort auf die Dauer keine starke Barbecue-Tradition etablieren. Als „Wiege des Barbecues“ gelten deshalb die Carolinas (North Carolina und South Carolina), in denen sich auch die stärksten lokalen Unterschiede in der Art der Zubereitung ausgebildet haben. Wie viele Gerichte der Südstaatenküche ist Barbecue durch die afroamerikanische Küche (Soul Food) beeinflusst. Viele der Köche waren Sklaven, die in die Südstaaten über die Karibik kamen, wo sie Kenntnisse der karibischen Küche und Gewürze erlangt hatten.

### Soziale Grundlagen
Barbecue als soziale Veranstaltung entwickelte sich aus Schlachtfesten. Da Barbecues immer draußen, also auch in der Öffentlichkeit stattfanden, wurden sie schnell zum Mittelpunkt von Nachbarschaftstreffen, Familienfesten und kirchlichen Feiern. Seit etwa 1800 begannen große Barbecue-Feste auf den Plantagen der Südstaaten schnell zu wichtigen sozialen Ereignissen zu werden. Im Südstaaten-Epos Vom Winde verweht beispielsweise stehen die Rauchfahne und der Geruch von Schweine- und Hammelfleisch als Symbol für die Gastfreundschaft der Plantage Twelve Oaks.
Tiefer im Volk verwurzelt und oft eine Versammlung von Menschen vieler Klassen war Barbecue als Veranstaltung einer christlichen Gemeinde und vor allem bei politischen Großveranstaltungen. Viele Jahrzehnte lang veranstaltete jeder Politiker im Süden Barbecues sowohl zum Fundraising als auch als Siegesfeier. So gab es 1923 zur Amtseinführung des Gouverneurs von Oklahoma, Jack C. Walton, ein Barbecue mit 289 Rindern, 70 Schweinen, 36 Schafen, 2540 Kaninchen, 134 Opossums, 15 Rehen, 1427 Hühnchen und einer Antilope.
Erste Barbecues in Städten wurden oft in Hinterhöfen in extra gegrabenen Löchern oder umgedrehten Badewannen zubereitet. Mit ursächlich für die starke Verwurzelung des Barbecues im Süden war nach dem Bürgerkrieg die relative Armut dort. Schweinefleisch war vergleichsweise einfach zu beschaffen: Neben den Hausschweinen lebten in den Wäldern seit dem 16. Jahrhundert zahlreiche verwilderte Schweine. Viele Besitzer ließen ihre Tiere auch halbwild über das Land ziehen und sich ihre Nahrung selber suchen. Die Methode der Niedrigtemperaturzubereitung über viele Stunden hat den Vorteil, auch zähes Fleisch zart zu machen. Das Räuchern war eine Methode, Aroma zu erzeugen, ohne auf teure Gewürze zurückgreifen zu müssen. Barbecue entstand so vor allem als Essen armer Leute, die nur die weniger begehrten Teile des Schweins erhielten und die Methode nutzten, um auch Rippen, Schultern oder Füße zart zu räuchern. In den Südstaaten bedeutete dies, dass Barbecue immer eng mit der afroamerikanischen Gemeinschaft zusammenhing und in ihr verwurzelt war.

### Kommerzielle Anbieter etablieren sich

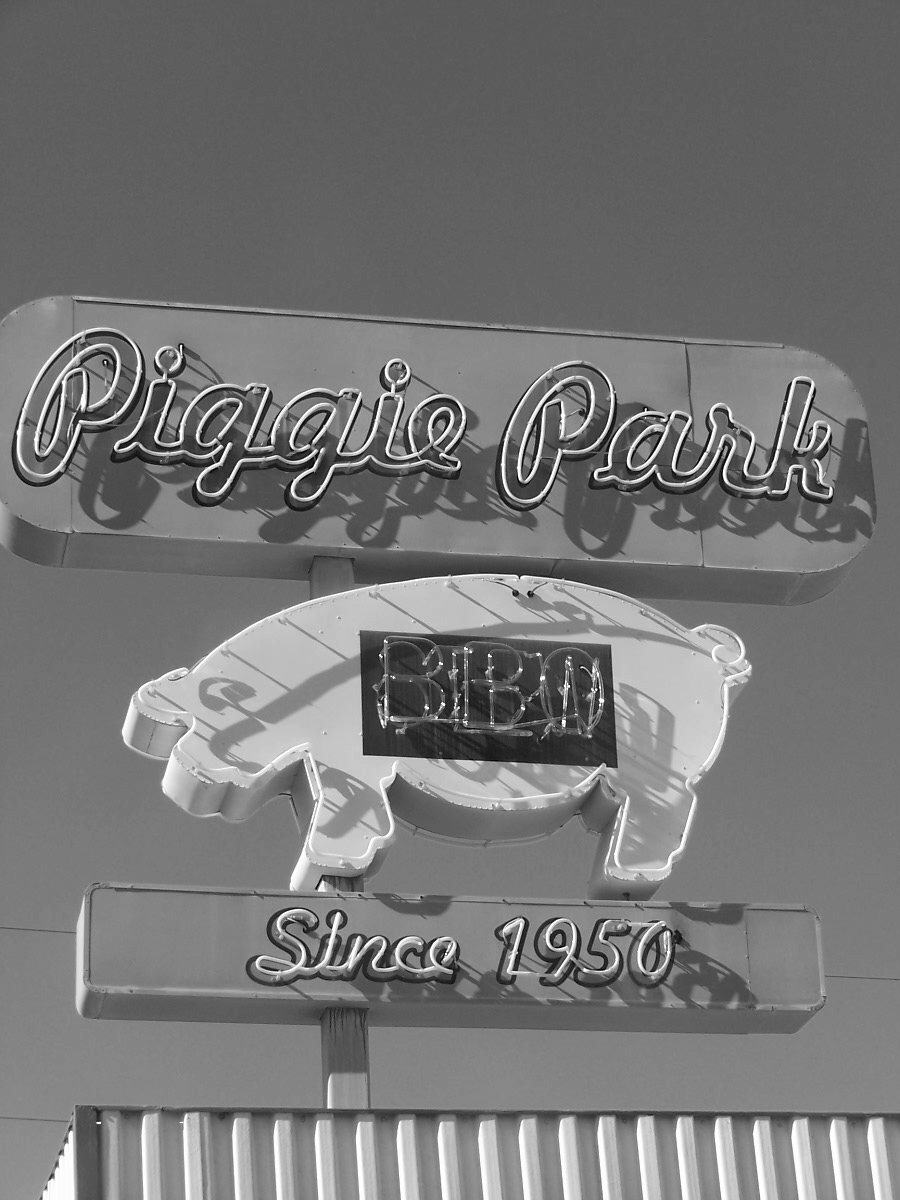
Obwohl Barbecue sich im Fastfood-Markt nie gegenüber Hamburgern durchsetzen konnte, entstanden im 20. Jahrhundert doch zahlreiche Barbecue-Restaurants

Kommerzielle Barbecue-Restaurants begannen sich Ende des 19., Anfang des 20. Jahrhunderts zu etablieren. In Owensboro, Kentucky, eröffnete Henry Green 1890 einen kommerziellen Barbecue-Stand. Das erste reine Barbecue-Restaurant in Lexington, North Carolina, ist für 1920 nachweisbar, als Warner Stamey als wahrscheinlich Erster Hushpuppy mit Barbecue kombinierte. Leonard’s, eines der ersten Restaurants in Memphis, eröffnete 1922 und orientierte sich in der Technik stark an den Hinterhof-Barbecuern der Stadt.
Als sich das Automobil in den USA verbreitete, entstanden Barbecue-Stände entlang der Straßen. Barbecue wurde neben Hot Dogs das erste erfolgreiche Essen für den automobilen Reisenden, wobei Barbecue-Stände sich vor allem im Süden und Südwesten etablierten. Bereits 1921 gründete J. G. Kirby mit dem finanziellen Rückhalt von R. W. Jackson die Pig Stands Company, die 1934 über 100 Pig Stands betrieb, an denen es America’s Motor Lunch gab. Die Standorte abseits geschlossener Siedlungen eigneten sich gut für die großen Gruben und die starke Rauchentwicklung, die mit der Zubereitung einherging.
Als sich jedoch weitere nationale Fastfood-Ketten etablierten, verlor das Barbecue auf dem Markt zunehmend an Boden. So ist es nie gelungen, Barbecue zu standardisieren. Anders als beispielsweise beim Hamburger sind regionale Unterschiede beim Barbecue stark ausgeprägt, es gelang niemandem, ein „All-American-Barbecue“ zu etablieren. Einzelne Versuche wie die der Love’s-Kette Ende der 1970er mit einer kalifornisch-texanischen Variante scheiterten ebenso wie die Luther’s-Kette in den 1980ern beim Versuch, ein Texas-Barbecue national durchzusetzen. Zudem ist die Zubereitung langwierig und arbeitsaufwändig und lässt sich nur schwer standardisieren. Im Zuge eines Trends zu immer schnellerem Essen und schnellerer Zubereitung verlor das Barbecue bereits kurz nach seinem Boom wieder an Marktanteil. Pig Stands beispielsweise überlebte als Kette die Zeit des Zweiten Weltkriegs nicht.

### Nationale und internationale Verbreitung

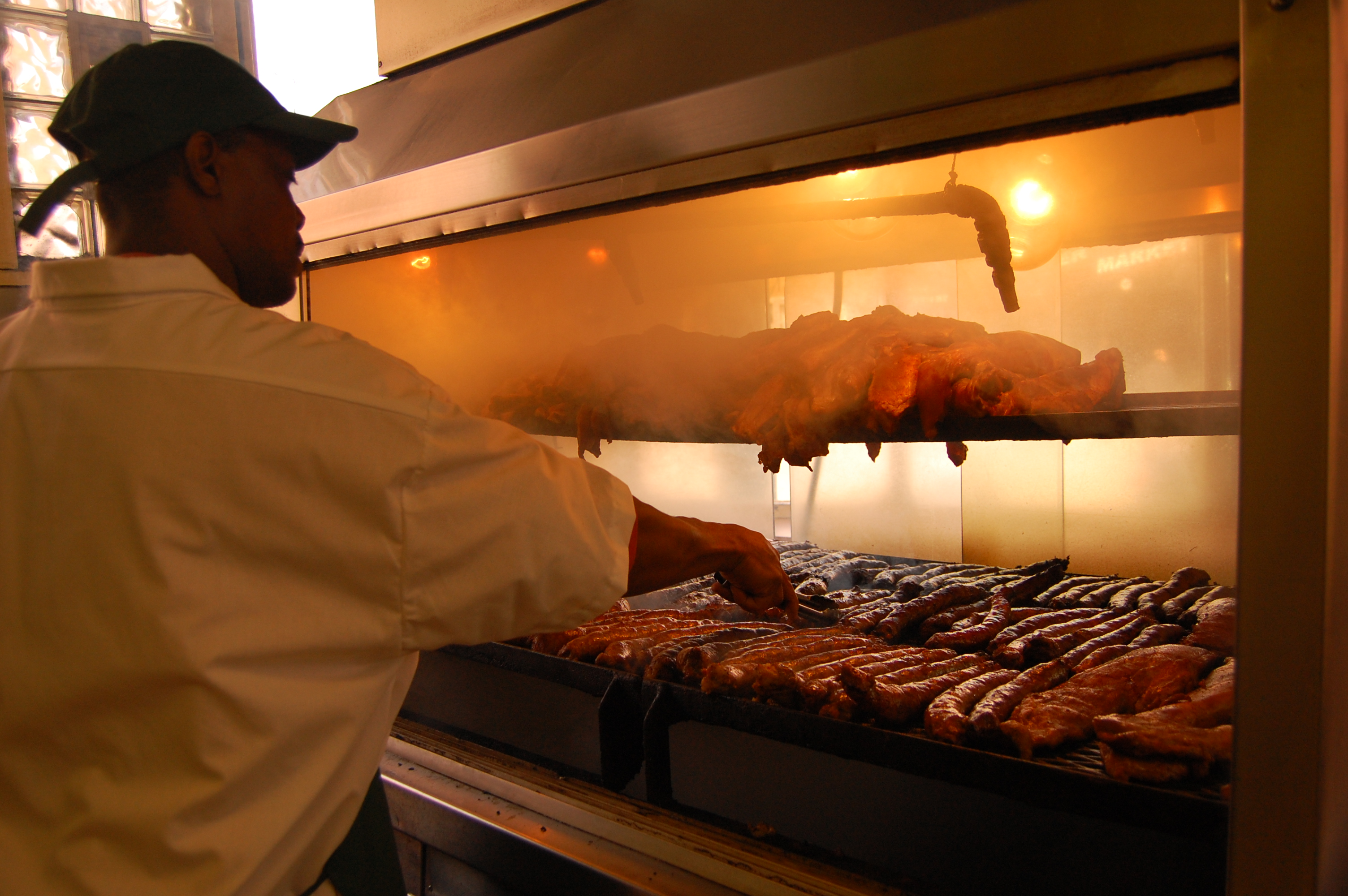
Restaurant in Chicago mit einer großen Auswahl verschiedener Varianten auf dem Smoker

Das Barbecue ist vor allem in den Südstaaten beliebt und verbreitete sich von dort seit dem Ende des 19. Jahrhunderts durch migrierende Afroamerikaner aus den Südstaaten auch in die restlichen USA. Die Wanderwege, die sich dabei zeigen, ähneln denen von Blues und Jazz, da sowohl die Barbecue- als auch die Musikkultur durch ähnliche Bevölkerungsgruppen getragen wurden. Diese brachten dann oft den Stil ihrer Heimat mit. So kamen nach Kalifornien vor allem Einwanderer aus Texas und Oklahoma, während sich in Kansas City verschiedene Stile aus dem tiefen Süden vereinigten. Chicago und Detroit wiederum nahmen seit 1900 vor allem Einwanderer aus dem Mississippi-Delta und aus Memphis auf, was nicht nur zur Entstehung des Chicago Blues führte, sondern auch zu einer regen Barbecue-Kultur in diesen Städten. Der Nordosten der USA wiederum war vor allem für Einwanderer aus den Küstenstaaten der Carolinas und Georgia attraktiv, so dass dort vor allem diese BBQ-Varianten zu finden sind. Wie bei Blues und Jazz allerdings hat sich auch das Barbecue im Laufe dieser Wanderung verändert.
Barbecue-Läden gibt es zwar überall in den USA, sie sind jedoch in den Südstaaten wesentlich weiter verbreitet. So kannten die Gelben Seiten von Atlanta, innerhalb der Südstaaten selbst eher Barbecue-Hinterland, knapp 30 auf Barbecue spezialisierte Restaurants, während die Gelben Seiten von Boston auf 26 Seiten zu Gaststätten kein auf Barbecue spezialisiertes und selbst Manhattan nur ein einziges Restaurant vorweisen konnte, das auch Barbecue im Angebot hat. Ebenso fand sich das prototypische Signet eines lachenden Schweins nur in Anzeigen in Südstaaten-Telefonbüchern Memphis, Tennessee allein hat hingegen über 100 auf Barbecue spezialisierte Restaurants, Kansas City etwa 90. In Hochburgen wie Memphis existieren selbst Ketten wie Tops Bar-B-Q, die bereits morgens erfolgreich Barbecue verkaufen. Mit der Ausnahme von Memphis und Kansas City ist das Barbecue in ländlichen Gebieten wesentlich präsenter als in den Städten. Atlanta, die inoffizielle Hauptstadt der Südstaaten, hat vergleichsweise wenige Joints und strich beispielsweise bei den Olympischen Spielen 1996 Barbecue zugunsten von Hamburgern aus dem Catering-Programm. Städte, die US-weit für ihre beinahe abgöttische Verehrung des Barbecues bekannt sind, sind Lexington, North Carolina (ca. 19.000 Einwohner), Goldsboro, North Carolina (39.000), Owensboro, Kentucky (55.000) und Lockhart, Texas (11.000).

### Barbecue-Restaurants heute

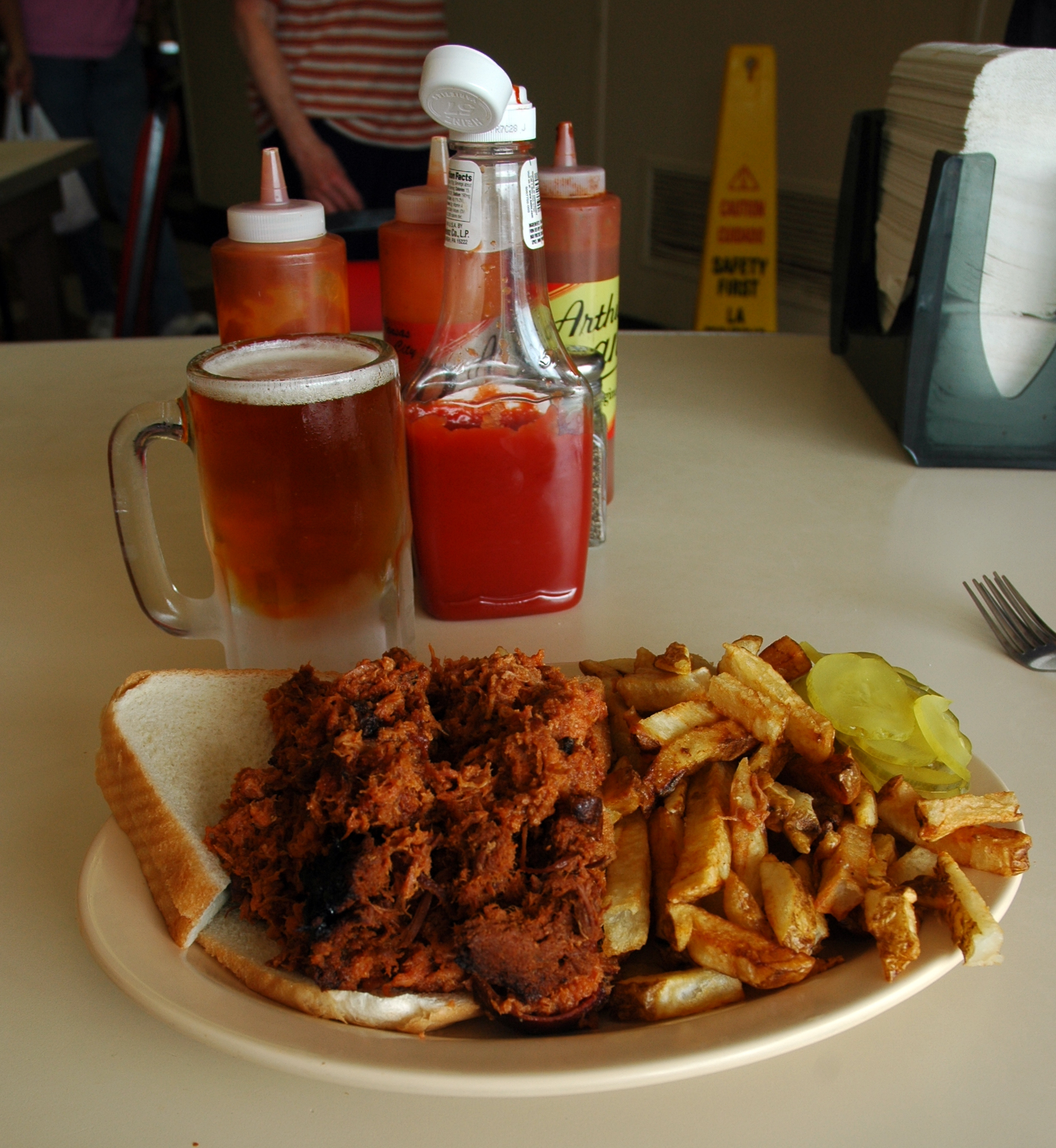
Restaurant-Barbecue: Pulled Pork im Arthur Bryant’s in Kansas City

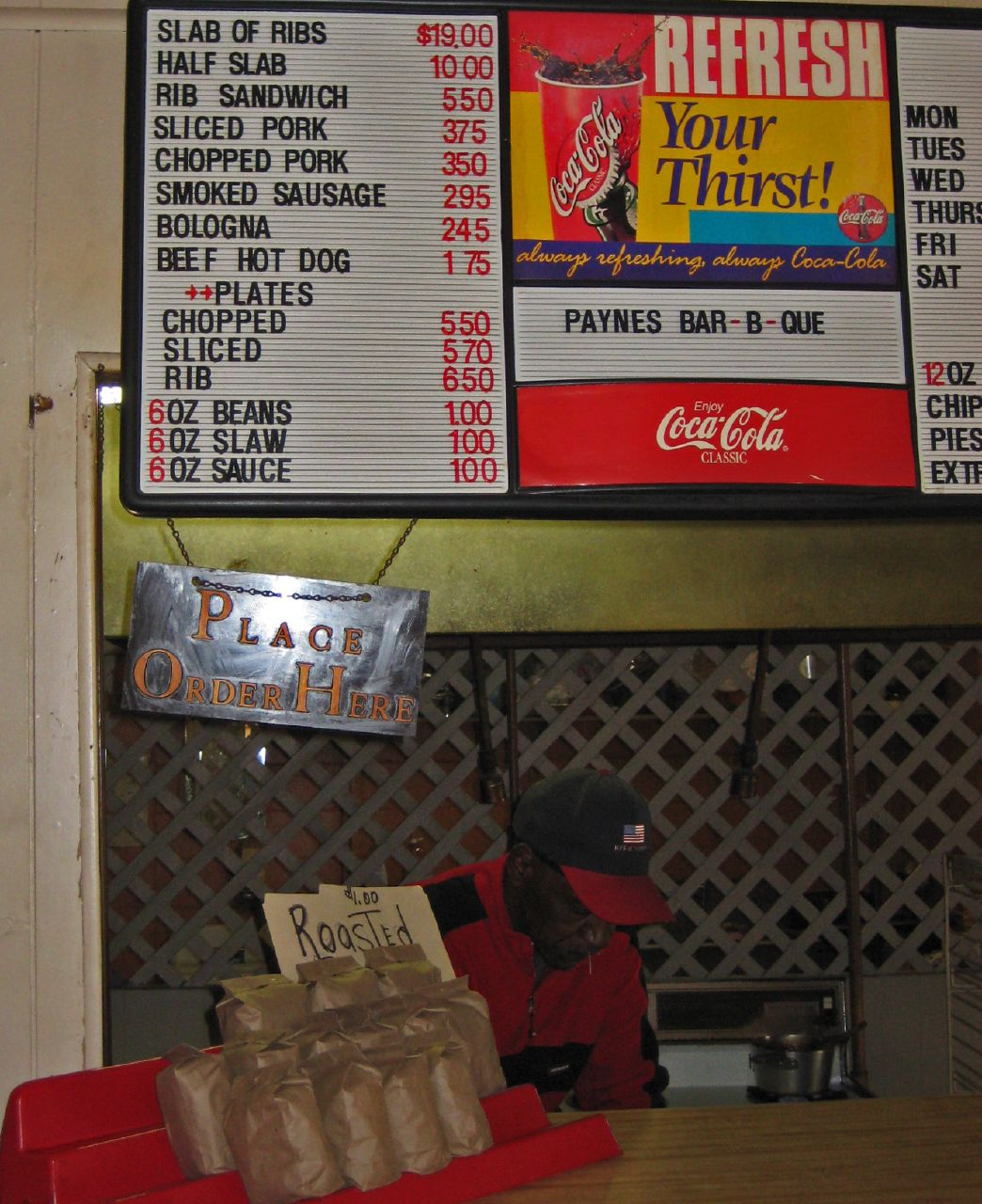
Karte von Payne’s Bar-B-Q – einem bekannten Restaurant in Memphis

Barbecue-Restaurants sind meist Kleinbetriebe, die nur selten über Filialen verfügen. Ein gewisser Barbecue-Mythos hält ein individuelles Styling, das auf die ehemals niedrige soziale Herkunft des Barbecues verweist, für wesentlich. Selbst in wenig wohlhabenden Gegenden wirken sie trotz der erzwungenen Verbesserungen, die strengere Hygienegesetze brachten, immer noch vergleichsweise heruntergekommen. Das Lifestyle-Magazin Southern Living, in seiner Leserschaft eher an der Mittel- und Oberschicht orientiert, ging gar so weit, von einem Barbecue-Primitive-Architekturstil zu sprechen, der ein sicherer Anzeiger der besten BBQ-Restaurants sei: „Es sind oft Barbecue-Lokale, die man an den zerrissenen Fliegengittern in der Tür erkennt, den zerkratzten und verbeulten Möbeln, Hustensaftkalendern, Regalen mit Kartoffelchips, manchmal eine Jukebox und immer eine Bar, die dem Ganzen das Ambiente eines Bierausschanks gibt, der gleich hinter der Grenze eines alkoholfreien Countys liegt.“.
Selbst das bekannte Arthur Bryant’s in Kansas City liegt in einer Gegend verlassener Häuser und einsamer Straßen, im Restaurant scheinen kalte Neonröhren auf scheinbar uralte Plastiktische, während sich das Rendezvous in Memphis durch eine Vielzahl alter Bilder, Poster, Karten, Straßenschilder und Massen an anderen Dekogegenständen auszeichnet. Es ist laut, geschäftig, aber freundlich, die Kellner arbeiten dort oft mehrere Jahrzehnte. Eher ungewöhnlich ist hingegen der Barbecue-Stand an der Mount Zion Missionary Baptist Church in Huntsville, Texas, der sich überregional großer Beliebtheit erfreut und jeden Sonntag für lange Schlangen vor der Kirche sorgt.
Nachdem Barbecue seit den 1990ern einen starken gesellschaftlichen Aufschwung genommen hatte und es möglich geworden war, als Inhaber eines Barbecue-Joints vergleichsweise viel Geld zu verdienen, hat sich die Restaurantlandschaft diversifiziert. Immer noch selten mit Filialen auftretend, begannen sich in den Barbecue-Zentren auch große, erfolgreiche Restaurants zu etablieren, die weit weniger urtümlich und mehr an konventioneller Gastronomie orientiert sind, aber trotzdem als ikonische Gaststätte gelten. In den letzten Jahren konnten sich erfolgreiche Restaurants wie Corky’s in Memphis entwickeln, die speziell eine Mittelklasse-Klientel ansprechen, in andere Orte expandieren und selbst US-weit Barbecue per FedEx ausliefern, oder wie das Oklahoma Joe’s in Kansas City, das auch Barbecue-Smoker herstellt, die wiederum die Festivalszene dominieren. Während diverse Restaurants in Memphis versuchen, davon zu profitieren, dass FedEx sein weltweites Hauptquartier am Flughafen Memphis hat, war keines so erfolgreich wie Corky’s, das mittlerweile eines der bekanntesten Barbecue-Restaurants der USA ist.

### Festivals
Infolge der Popularität des Barbecues hat sich eine umfangreiche Wettbewerbskultur entwickelt, die gerade in den letzten Jahren boomt. Die Saison läuft dabei vom American Royal in Kansas City im Herbst bis zum Memphis in May im Frühjahr. Dabei geht es von lokalen Wettbewerben bis hin zu US-weit stattfindenden Championships. Große Barbecue-Championships veranstalten quer über die Südstaaten Ausscheidungswettbewerbe. Zum Finalwochenende kommen oft mehrere 10.000 Besucher. Die Siegermannschaften zehren oft von Konzernsponsoring, das ihnen erlaubt, die Kosten für das Gerät und für die Wettbewerbsteilnahme aufzubringen.
Das erste Festival dieser Art war der World Championship Bar-B-Que Contest, der seit 1973 im Rahmen der Houston Livestock Show auf dem Parkplatz des Houston Astrodome stattfindet. Dort treten etwa 350 Teams an und es kommen 150.000 Besucher, von denen ein Großteil aber wahrscheinlich eher zur Livestock Show möchte. Größte Veranstalter von alleinigen Barbecue-Wettbewerben sind die Kansas City Barbecue Association, die von Texas aus operierende International Barbecue Cookers Association und als Einzelwettbewerb der World Championship Barbecue Cooking Contest, überregional der bekannteste Teil von Memphis in May. Allein die Kansas City Barbecue Association stellte im Jahr 2004 über 6.000 Juroren, die 177 Ausscheidungswettbewerbe für das American Royal in Kansas City betreuten. Insgesamt finden in der Saison jedes Wochenende ein halbes Dutzend größere Wettbewerbe irgendwo in den USA statt. Owensboro veranstaltet seit den 1980ern mit dem jährlichen International Bar-B-Q Festival die größte Barbecue-Zusammenkunft in Kentucky. Das Lexington Barbecue Festival ist mit bis zu 150.000 Besuchern das größte Festival der Küstenstaaten.
Heutzutage findet das weltgrößte ausschließliche Barbecue-Festival jedes Jahr am Ufer des Mississippi River in Memphis statt. Beim World Championship Barbecue Cooking Contest, Teil des Volksfestes Memphis in May, nehmen mehrere Hundert Teams teil. Sie kämpfen in 15 bis 20 Kategorien um Preise im Gesamtwert von etwa 150.000 US-Dollar, natürlich größtenteils auch durch Sponsoren erbracht. Daneben ist es auch ein Volksfest mit beispielsweise Elvis-Doubles, Politikern im Wahlkampf oder – typisch für den Bible Belt – missionierenden Christen. Ebenfalls in Memphis, wenn auch bedeutend kleiner, gibt es zusätzlich seit 1988 im August ein koscheres Barbecue-Festival, das den Einfluss einer verhältnismäßig großen jüdisch-orthodoxen Gemeinde mit dem Barbecue-Hype am Ufer des Mississippis kombiniert.

### BBQ-Trails in den USA
Auf US-amerikanischen BBQ-Trails kann man die verschiedenen Eigenheiten der lokalen Barbecues kennenlernen. Zu den bekanntesten Trails gehören der Kansas Barbecue Trail, der Texas Barbecue Trail, der North und South Carolina BBQ Trail, der Southern BBQ Trail, der Memphis und Tennessee BBQ Trail und der Kentucky Barbecue Trail.

### Barbecue weltweit
In den letzten Jahrzehnten hat Barbecue sich auch außerhalb der USA verbreitet. Eine große Rolle spielen dabei die Wettbewerbe, bei denen verschiedene Teams antreten, und die mittlerweile in weiten Teilen der Welt stattfinden. Es gibt einen Weltverband und nationale Barbecue-Verbände. Beim Barbecue-Wettbewerb von Memphis in May qualifizierten sich 2008 auch Teams aus Estland, Norwegen und Belgien. Während Barbecue in Teilen der Südstaaten allerdings zur Alltagskultur fast der gesamten Bevölkerung gehört, gilt es in Europa weiterhin als ungewöhnlich, wird von Einzelnen betrieben und erfordert oft noch eine Erklärung des Konzepts gegenüber potenziellen Essern.
In den USA selbst sind die Auswirkungen der Wettbewerbe ambivalent. Viele Preisträger und Gewinner machen sich später selbstständig und etablieren Restaurants oder vertreiben zumindest Sauce unter ihrem Namen. Damit tragen sie dazu bei, die Wertschätzung des Handwerks im Gewerbe hochzuhalten und einen vergleichsweise hohen Standard zu setzen. Andererseits ist das Wettbewerbs-Barbecue relativ homogen und orientiert sich an bewährten Erfolgsrezepten unabhängig vom lokalen Faktor: die Wettbewerbe heben so zwar allgemein das Niveau des alltäglichen Barbecues, tragen aber auch zu seiner Homogenisierung und dem Verlust lokaler Identität bei.

## Varianten
Beim traditionellen Barbecue spielen die regionalen Varianten eine wichtige Rolle. Die genaue Art des Brennstoffs und der Zubereitung ist wohl eher vom speziellen Barbecue-Zubereiter abhängig. Bei Sauce, der Art des Fleisches und welche Teile eines Tiers bevorzugt werden bestehen oft klare regionale Präferenzen. Obwohl durch zunehmende Migration und einen mobiler werdenden Lebensstil auch hier die Grenzen mehr und mehr verwischen, ist Barbecue oft ein wichtiges Element lokaler Alltagskultur und deutlich regional unterschieden. Manche Familien besitzen streng gehütete Familienrezepte. Die klassischen Barbecue-Gebiete umfassen den Deep South, während Virginia und Florida nicht zum traditionellen Barbecue-Gebiet gehören. Ob Texas und Kentucky, die nicht primär Schweinefleisch zubereiten, zum Barbecue-Belt gehören, ist umstritten. Klassische Einwandererstädte der Nordstaaten für Afroamerikaner aus dem Süden wie Chicago oder New York City haben auch eine eigene Barbecue-Kultur entwickelt, die jedoch heterogener ist als die Lokalküchen des Südens.

### Zubereitung

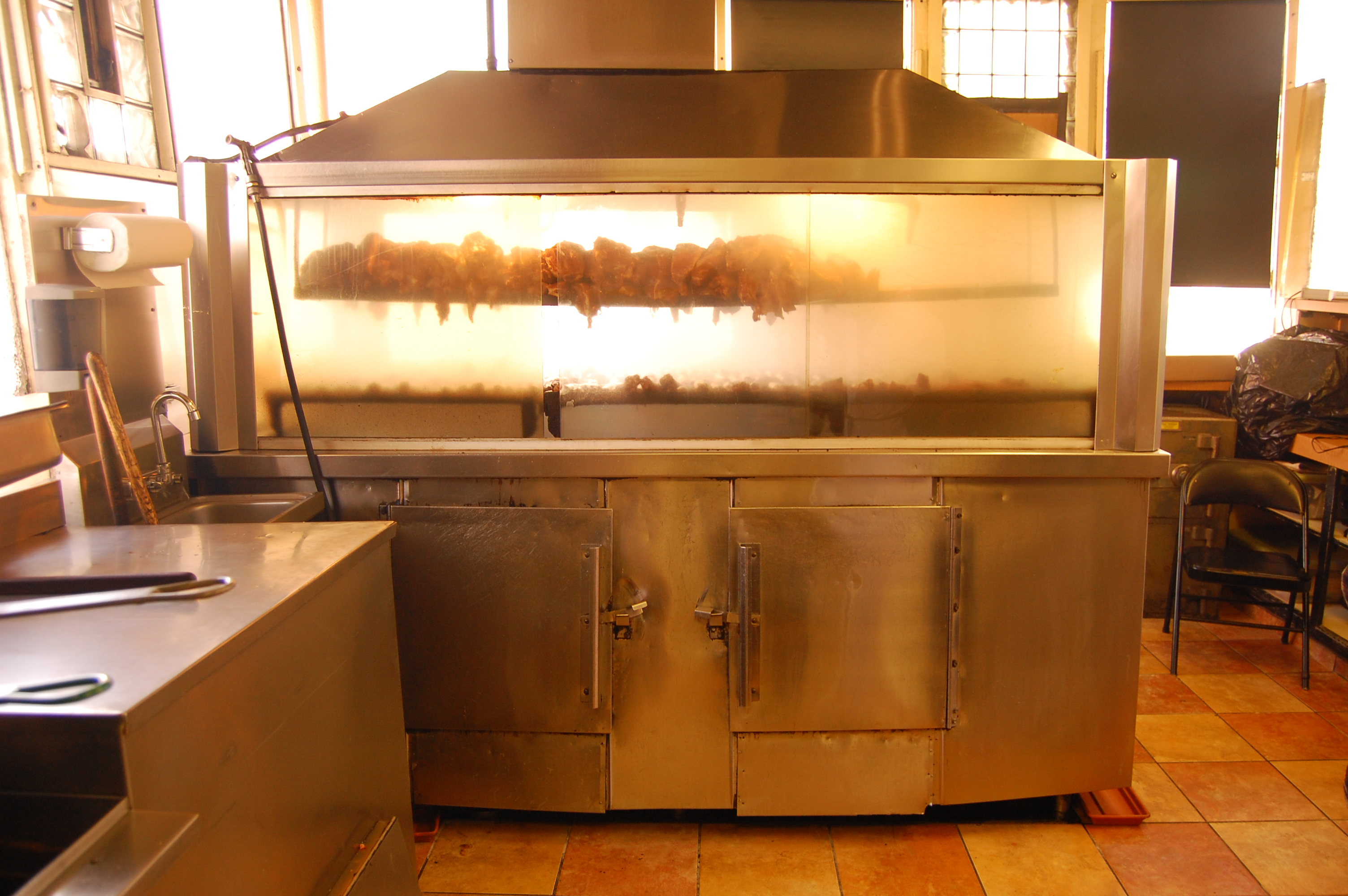
„Aquarium“-Stil-Smoker in einem Restaurant in Chicago

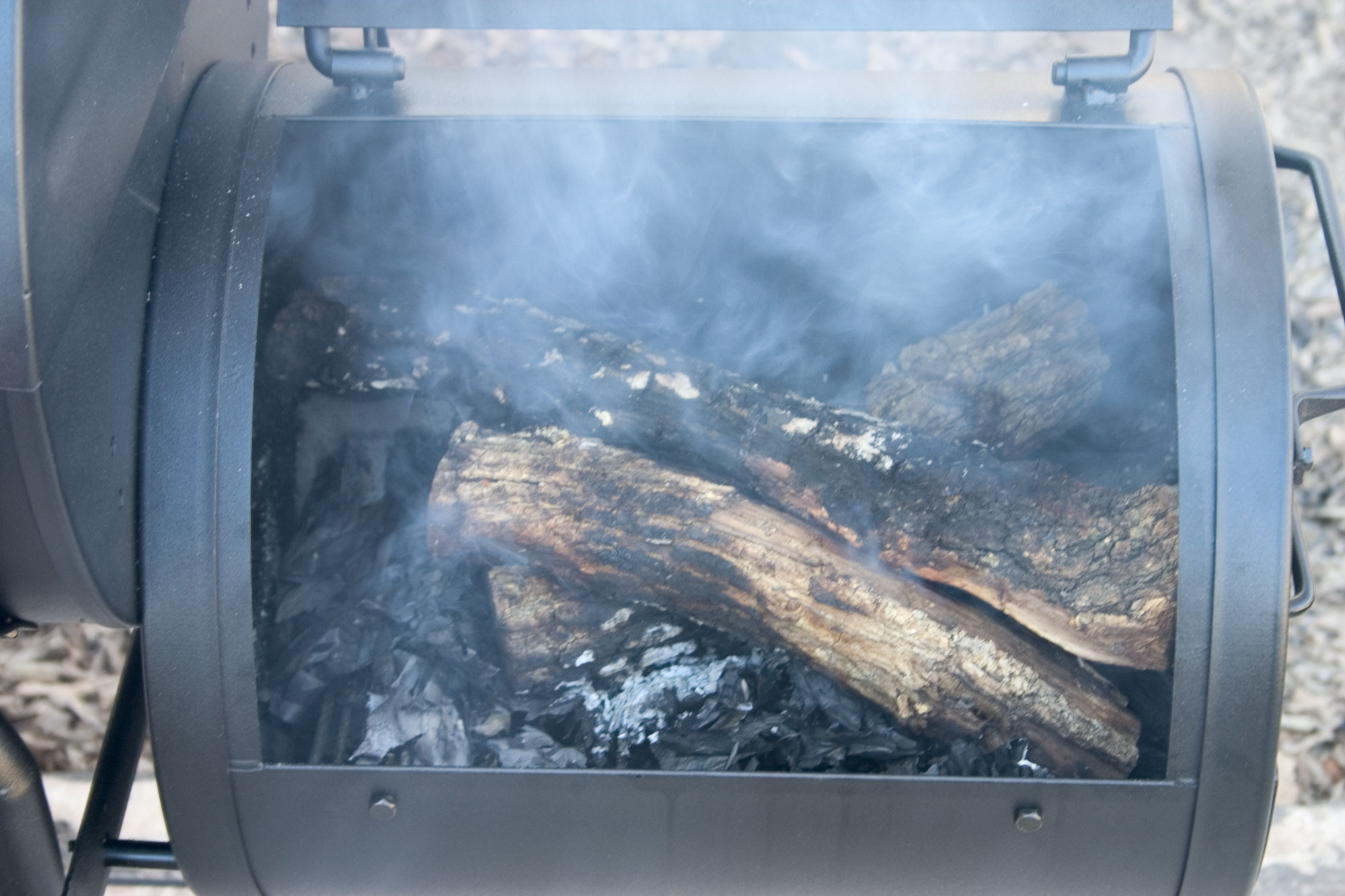
Brennkammer mit Eichenholz

Für das klassische Barbecue graben der Koch und seine Helfer eine Grube. In ihr wird dann auf eine isolierende Steinschicht Hartholz gestapelt. Häufig verwendete Holzsorten sind Hickory, Mesquite, Eiche oder Sassafras. Das Holz wird verbrannt, bis es nur noch glüht. Die Staaten des Südostens bevorzugen dabei Hickory oder Eiche, Texas hingegen Mesquite.
Der Koch lässt dann das Fleisch in die Grube und sorgt dafür, dass es bei Temperaturen knapp über dem Siedepunkt von Wasser und 120 Grad Celsius – geräuchert wird. Im Inneren des Fleisches gehen die wichtigen Reaktionen bei 63 bis 75 Grad vor sich. Dann wandelt sich das zähe, schwer essbare Kollagen in weiche Gelatine um, die dem Fleisch seine Zartheit gibt. Allerdings sind für diese Umwandlung – je nach Fleischgröße – mehrere Stunden nötig und eine Fleischsorte, die in dieser Zeitspanne nicht austrocknet. Direkt unter der Haut bildet sich dabei eine rosa Fleischschicht, der sogenannte „Smoke Ring“. In ihm verbindet sich Stickstoffdioxid aus dem Rauch mit der Flüssigkeit des Fleisches zu Salpetriger Säure. Diese zieht in das Fleisch ein und färbt das Myoglobin im Muskel rosa. Hat die Säure mehrere Stunden Zeit, kann der Smoke Ring über einen Zentimeter dick werden.
Weniger aufwändig ist die Benutzung eines Barbecue-Smokers. Er enthält in der am weitesten verbreiteten Variante zwei Kammern: eine kleinere Brennkammer, in der Holz oder Holzkohle verbrennt, und eine größere Räucherkammer. Der Rauch aus der Brennkammer wird durch die Räucherkammer geleitet, wo er das Fleisch zubereitet. Selbstbau-Smoker aus Fässern sind beliebt und preiswerter als die kommerziell erhältlichen Modelle mit einer großen abschließbaren Räucherkammer. Große Smoker, die oft direkt auf Anhänger montiert sind und beispielsweise bei Barbecue-Wettbewerben benutzt werden, können mehrere Zehntausend Dollar kosten. Kleiner und im Normalfall preisgünstiger als die so genannten horizontalen Smoker mit zwei Kammern sind aufrechte Smoker, bei denen sich Brennstoff und Fleisch übereinander in derselben Kammer befinden. Allerdings sind sie weiter voneinander entfernt als bei einem Grill. Der Smoker bildet auch hier einen geschlossenen Raum und vor allem sind sie voneinander durch eine Schicht Wasser getrennt.
Kommerzielle Anbieter arbeiten US-weit mittlerweile überwiegend mit gasbetriebenen Öfen, in denen nur noch ein kleiner Anteil von Holzchips für Aroma sorgen soll. Hier lässt sich die Temperatur mit weit weniger Aufwand kontrollieren, der Restaurantbetreiber spart Arbeitszeit und gewinnt Zuverlässigkeit beim Ergebnis. Auch die Gasgrills arbeiten mit niedrigen Temperaturen, die Zubereitung eines Barbecues nimmt daher in allen Varianten mehrere Stunden und oft einen ganzen Tag in Anspruch. Briketts hingegen sind nur bedingt geeignet, da sie, je nach Sorte, oft Additive enthalten, die erst bei hohen Temperaturen vollständig verbrennen, bei den Barbecue-Temperaturen hingegen in das Fleisch gelangen können.
Sowohl im englischen als auch im deutschen Sprachraum werden zahlreiche Grills als Barbecue-Gerät angeboten, obwohl sich mit ihnen kein Barbecue im engeren Sinn herstellen lässt. Ihnen fehlt in der Regel der luftdichte Abschluss.

### Fleisch

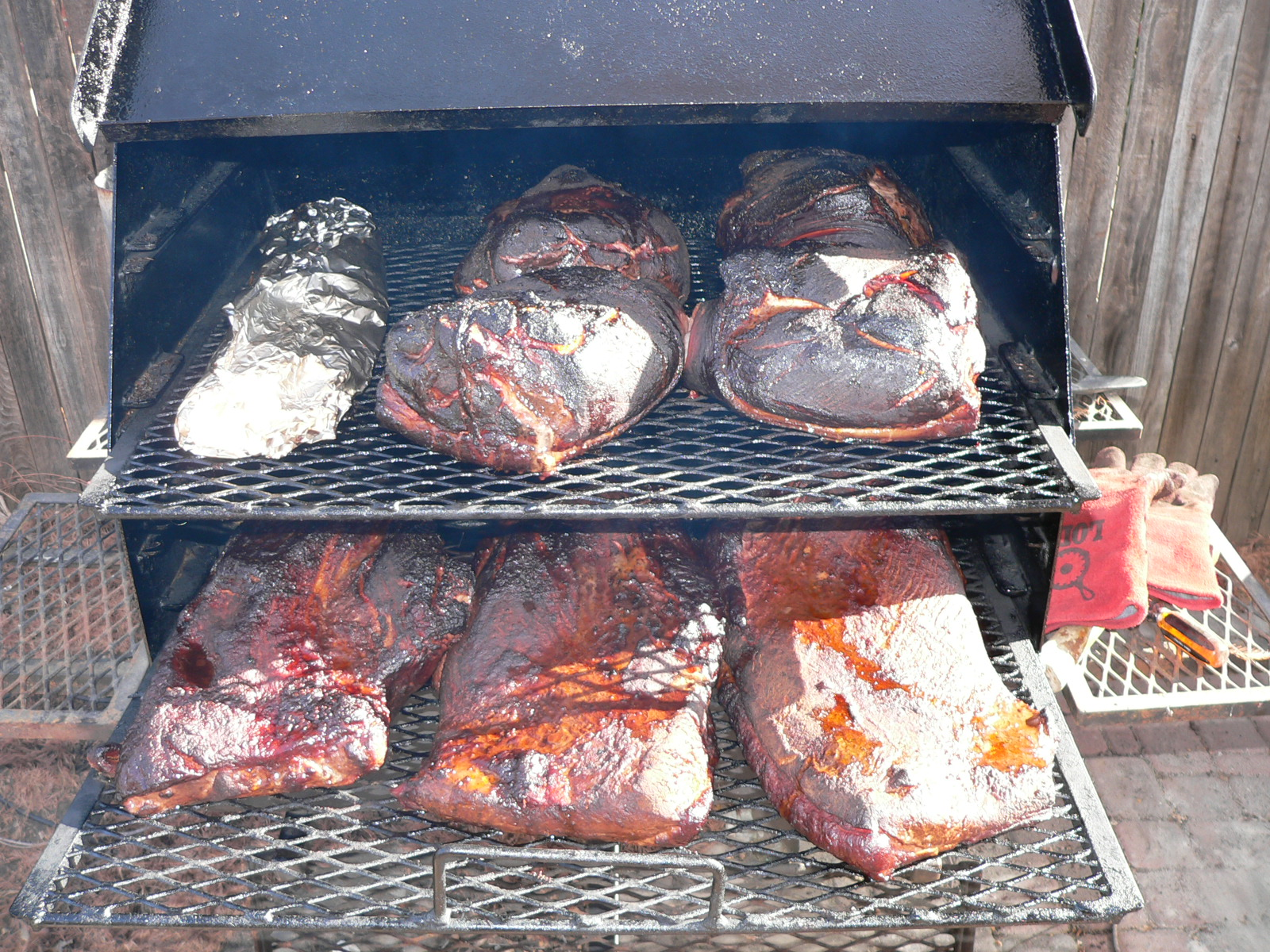
Schweineschultern, Rinderbrüste und Spareribs

Wichtig für Barbecue-Fleisch ist, dass es nicht zu viel Fett und Wasser verliert und nicht trocken wird, bevor sich das Kollagen komplett in Gelatine verwandelt hat. Während Fleischstücke, die sich wie Steaks, Hamburger oder Hähnchenfilets gut zum Braten und Grillen eignen, austrocknen würden, bevorzugen Pitmaster beim Barbecue große Stücke, die über viel Bindegewebe und Fett verfügen und zu den Arbeitsmuskeln der Tiere gehören, wie beispielsweise die Schweineschulter, Schweinenacken für das Pulled Pork und Rinderbrust für Beef Brisket.
Der Südosten bevorzugt dabei generell Schweinefleisch; in Texas wird vor allem Rind verwendet. In Staaten, in denen sich beide Traditionen treffen (Oklahoma, Missouri, Kansas und Arkansas), kommen beide Varianten vor. Eine Ausnahme bildet West-Kentucky, wo das Vorkommen ehemals großer Schafherden zur Dominanz des Hammel-Barbecues beitrug. In Gegenden, die im späten 19. und im 20. Jahrhundert eine starke afroamerikanische Immigration erlebten (Kansas City, Chicago, New York und Kalifornien), etablierten sich die Traditionen der Ursprungsstaaten. Allerdings bevorzugen die Köche hier meist kleinere, schneller zuzubereitende Fleischstücke wie Spareribs.

#### Schweinefleisch im Kernland
Schweinefleisch ist neben Huhn das klassische Fleisch der Südstaatenküche. Hausschweine brachten die ersten spanischen Expeditionen im 16. Jahrhundert in die Gegend, insbesondere Hernando de Sotos Expedition 1539–1542. Diese Schweine verwilderten später. Diese so genannten Razorbacks verbreiteten sich im ganzen Süden und in Teilen des Mittelwestens und an der Atlantikküste. Das eigentliche Wildschwein folgte erst Ende des 19. Jahrhunderts, als es von Jägern importiert wurde. Es spielt in der US-Küche kaum eine Rolle. Die Schweine breiteten sich schnell aus; in Zeiten wirtschaftlicher Prosperität vor dem Bürgerkrieg zogen die Südstaatenfarmer im Schnitt zwei Schweine pro Einwohner auf, denn Schweinefleisch war unentbehrlicher Teil der Mahlzeiten. In vielen Haushalten ersetzte Schweineschmalz bis zum Zweiten Weltkrieg in fast allen Anwendungen die andernorts verbreitete Butter.
Aus diesen Gründen wird Schweinefleisch auch beim Barbecue präferiert. Die Regeln zur Barbecue-Championship beim Memphis-in-May-Festival fassen das Ganze zusammen: „Wir definieren Barbecue als Schweinefleisch, (frisch und nicht geräuchert) zubereitet auf einem Holz- oder Holzkohle-Feuer, eingerieben oder nicht, wie der Koch es für richtig hält, mit nicht-giftigen Substanzen, sowie Saucen, die der Koch für notwendig hält.“
Welches Teil vom Schwein bevorzugt wird, unterscheidet sich wiederum: Im Osten North Carolinas ebenso wie im Westen Tennessees werden traditionell alle Teile des Schweins geräuchert und kleingehackt (Chopped pork), während der Westen des Staats eher Schultern bevorzugt. Davon werden nach dem Räuchern meist mit der Gabel einzelne Fasern vom mittlerweile sehr zarten Fleisch gezogen und als Pulled pork (gezogenes Schweinefleisch) serviert, manchmal auch geschnitten als Sliced. Memphis bevorzugt ebenfalls die Schulter – ursprünglich ein billiger Teil des Schweins, erwies es sich auch als Barbecue-geeignet, weil Schulterknochen und Haut das Fleisch schützen. Serviert wird das Schulterfleisch hier ebenfalls als Pulled pork in Streifen auf einem Sandwich. Ebenfalls in Memphis beliebt sind Spareribs, als ganze Ribs. In Kansas City hingegen besteht die lokale Spezialität aus Burnt ends, den Enden der Schweine- oder Rinderbrust, die oft auch noch länger zubereitet werden als die übrige Brust und ebenfalls klein geschnitten auf Sandwiches serviert werden.
Dabei ist das Schwein nicht einfach nur der Hauptbestandteil. Seine Verwendung nährt sogar den lokalen oder regionalen Stolz und sein Genuss dient der Identitätsbildung. Max Brantley, Chefredakteur der Wochenzeitung Arkansas Times und etablierter Barbecue-Autor, kommt in einer seiner zahlreichen Kolumnen zu dem Schluss, dass „das einzig echte Barbecue, oder Barbeque, aus Schweinefleisch besteht. Das abzustreiten, würde rechtfertigen, was in Texas passiert, und die einzigen, die noch weniger von diesem Thema wissen als Yankees, sind Texaner.“ Ebenso spielt das Schwein eine wichtige Rolle in der Ikonografie des Barbecues: sei es als Restaurantschild, zur Verzierung von Smokern oder als Motiv bei Barbecue-Festivals.

#### Rind in Texas und Hammel in Kentucky

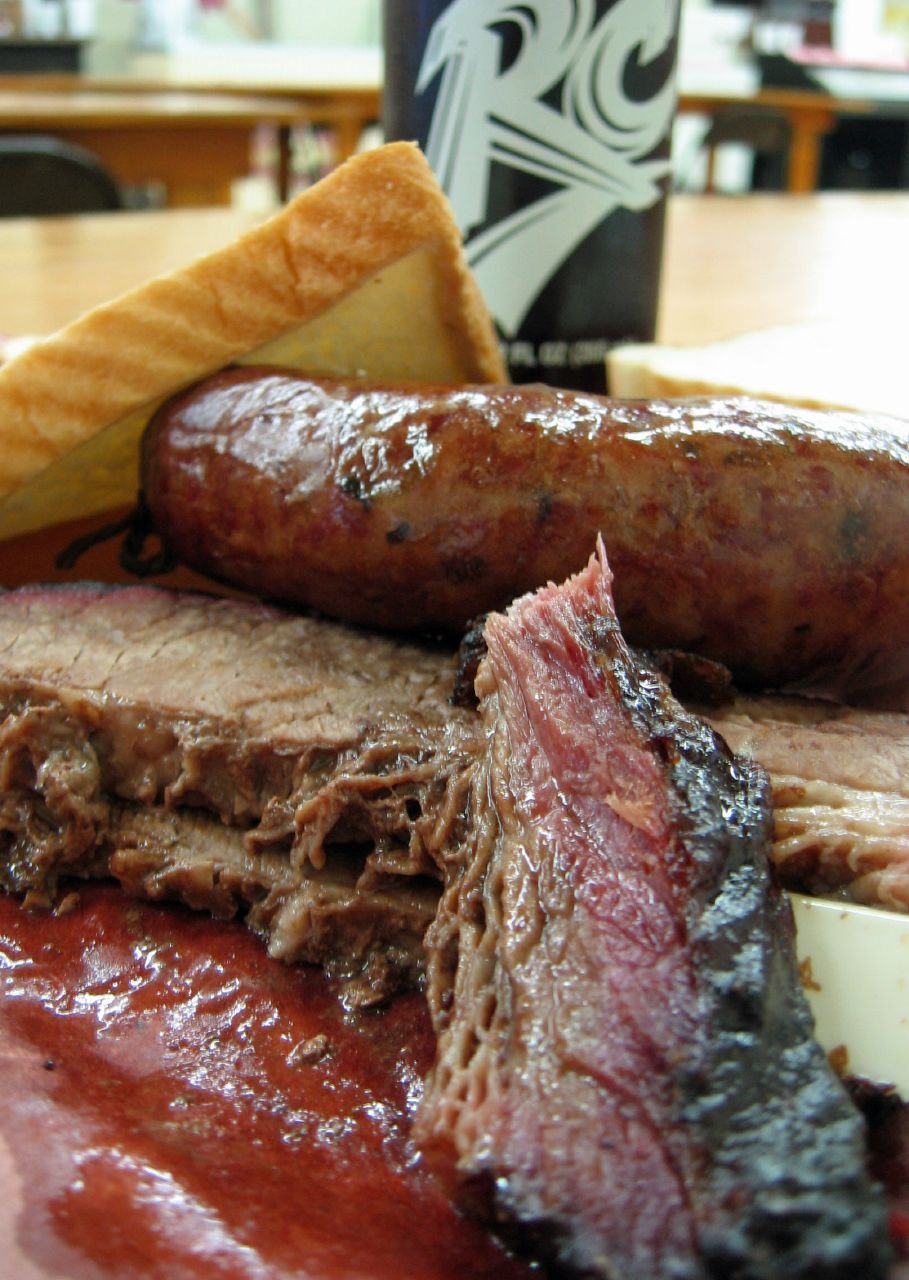
Beef Brisket und Wurst aus Texas

Während generell Schweinefleisch bevorzugt wird, bereiten Einwohner von West-Kentucky Hammel zu, die den dortigen großen Schafherden entstammen. Obwohl Hammelfleisch in den USA nur selten auf dem Speiseplan steht, gilt es als regionale Spezialität, die in zahlreichen Gerichten Verwendung findet. Anders als beim Barbecue, wo fast nur Hammel verwendet wird, benutzen die Einwohner Kentuckys bei anderen Gelegenheiten auch Lamm. Zwar gibt es auf den Speisekarten der dortigen Barbecue-Restaurants mittlerweile auch Schwein, Rind und Geflügel. Dies ist aber vor allem ein Zugeständnis an Touristen und Zugezogene.
Texaner bevorzugen Rindfleisch, während dort Mexikaner Ziegen in die Küche integrierten. Deutsche und tschechische Einwanderer brachten erhebliche Einflüsse aus ihrer Kochkultur mit, so auch die Würstchen, die es in Texas gibt. In Hochburgen wie der Stadt Lockhart beispielsweise, trotz ihrer nur 11.000 Einwohner Heimat diverser preisgekrönter Barbecue-Restaurants, gehören die beiden bekanntesten Gaststätten zwei miteinander verfeindeten Teilen der Familie Schmidt, klar erkennbar als ursprünglich deutschstämmig. In Osttexas und West-Arkansas vermischen sich klassischer Südstaaten- und Texas-Stil.

### Sauce
Ähnlich wie über das Fleisch wird auch über die richtige Barbecuesauce gestritten. Jeder Koch hat sein eigenes Geheimrezept, für viele Experten wie Max Brantley macht „die Sauce das Barbecue zum Barbecue“, und Katherine Zobel beobachtet in der Zeitschrift Southern Exposure weitere religiöse Rhetorik: „genau wie religiöse Grundsätze werden Barbecue-Saucen einerseits als essenziell, zur selben Zeit aber als nicht erkennbar angepriesen.“
Generell gibt es die Möglichkeit, vor dem Räuchern einen so genannten Dry Rub, eine trockene Salz-Cayenne-Kräutermischung aufzutragen, während des Räucherns einen Mop, eine Sauce auf beispielsweise Wasser-, Wein-, Fruchtsaft- oder Bierbasis, die das Fleisch saftig halten soll, oder kurz vor dem Ende eine Sauce auf Ketchupbasis oder mit größeren Zuckeranteilen, die sonst karamellisieren würde.

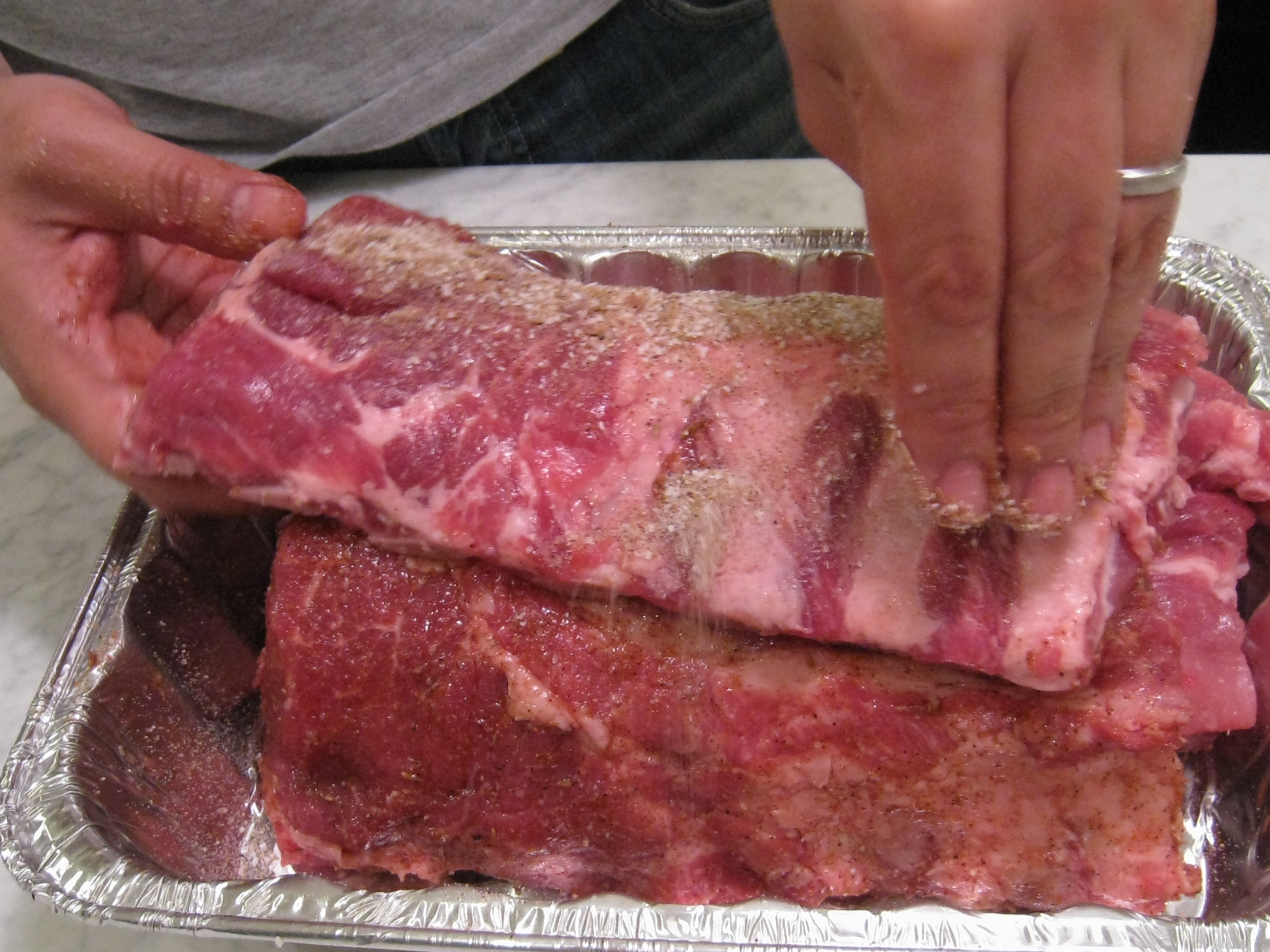
Dry Rub auf einer Sparerib

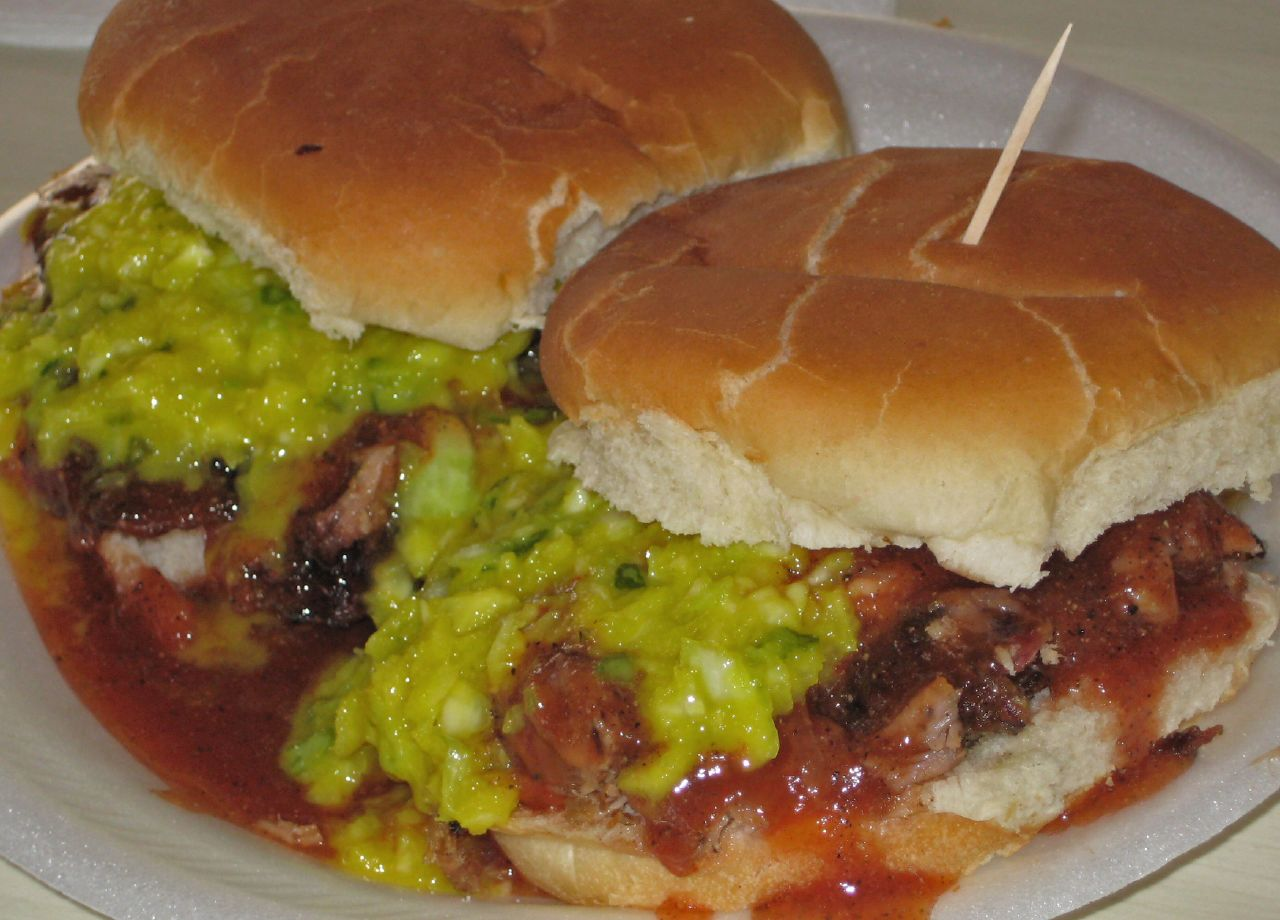
Sloppy, das heißt mit viel Sauce, zubereitete Sandwiches

Die Carolinas haben die größte Vielfalt an Saucen. Dort benutzt man im Westen der beiden Staaten im Allgemeinen Ketchup-Saucen, senfbasierte Saucen im zentralen South Carolina um Columbia und Essigsauce ohne Tomaten, aber mit Cayennepfeffer in den östlichen Carolinas. Generell lässt sich feststellen, dass in Gegenden, die früher besiedelt waren, eher Essigsaucen vorherrschen, vor allem also in den Küstenregionen der Carolinas; zu einem kleineren Teil erstreckt sich das Gebiet auch noch auf Virginia und Georgia. Während die Methode, das Fleisch mit Essig (und ursprünglich Butter) vor dem Austrocknen zu schützen, aus der britischen Küche kam, trugen wahrscheinlich afroamerikanische Sklaven aus der Karibik die Vorliebe für scharfe Gewürze bei. Im kommerziellen Bereich sind traditionell vor allem Familien schottischer Herkunft wie die Browns, McKenzies, Scotts oder McCabes Verfechter dieser Tradition.
Der größtenteils auf South Carolina sowie auf kleinere Anhängsel in Georgia und Alabama beschränkte Senf in der Sauce scheint hingegen auf eine Welle deutscher Einwanderer in die Gegend aus dem 18. Jahrhundert zurückzugehen. Die vor allem zwischen 1730 und 1750 eingewanderten Deutschen siedelten zuerst am Übergang der Hügel des Landesinneren zur Küstenebene und brachten Senf als verbreitete Würze mit. Selbst nach 250 Jahren haben noch viele Familien, die senfbasierte Barbecue-Sauce verkaufen oder solcherart Restaurants betreiben, einen deutschen Ursprung wie die Bessingers, Shealys, Hites, Sweatmans, Sikess, Prices, Levers, Meyers, Kisers und Zeiglers.
Seit Ketchup ab 1900 als Handelsware leicht verfügbar ist, spielt er eine wichtige Rolle als Zutat der Barbecue-Saucen. Vor allem in North Carolina in der Gegend um Lexington versetzten die Pitmaster ihre Essig-Pfeffer-Sauce mit Ketchup, um etwas Süße und weitere Gewürze in das Essen zu bringen.
In Alabama sind Saucen überwiegend hell und aus Mayonnaise, in einigen Gegenden auch orange in einer Tomaten-Senf-Kombination, in Kentucky hingegen schwarz auf der Basis von Worcestershiresauce. Während in Ost-Texas Einflüsse aus Memphis und Arkansas zu erkennen sind, messen Texaner der Sauce generell keine große Bedeutung zu. Im sogenannten „Barbecue-Belt“ um Austin gibt es generell nur Salz und Cayennepfeffer. Arkansas hat eine gewisse Vorliebe für „reines“ Barbecue, ganz ohne Sauce.
Memphis, Tennessee, ist zweigeteilt zwischen Anhängern einer „nassen“ Tomatensauce mit Sirup und Anhängern des „trockenen Einreibens“ nur mit Gewürzen und Kräutern. Während der Sirup in großen Mengen durch Memphis’ Stellung als Hafen in die Stadt kam, geht die trockene Methode auf den Restaurantbesitzer Charlie Vergos vom noch heute existierenden Rendezvous und die frühen 1960er zurück, als er mit großem Erfolg Spareribs in einer griechisch beeinflussten Variante mit Kräutern, aber ohne Essig oder Tomaten zubereitete.
Die am weitesten verbreitete Barbecue-Sauce – außerhalb des Barbecue-Kernlandes fast immer die einzig bekannte und erhältliche – ist auch die jüngste. Erst in der Zeit des Zweiten Weltkriegs entstanden, enthält sie Ketchup als Basis, der dann oft mit Sirup oder Honig sowie verschiedenen Gewürzen angereichert und eventuell noch eingekocht wird. Es handelt sich hierbei um die süßeste gängige Barbecue-Sauce, was vielleicht ihren weltweiten Erfolg erklärt. Die erste US-weit im Lebensmittelhandel erhältliche Barbecuesauce wurde seit 1948 von Heinz-Ketchup vertrieben. Eng verwandt ist sie mit der Masterpiece-Sauce, die typisch für das Kansas-City-Barbecue ist. Die Heavy-Ketchup-Sauce ist aufgrund ihrer weiten Verbreitung als kommerziell im Lebensmittelhandel erhältliche Barbecuesauce die bekannteste, aber auch die standardisierteste aller Barbecue-Saucen. Im Lebensmittelhandel erhältliche Saucen sind fast immer mit Raucharoma versehen.

### Beilagen

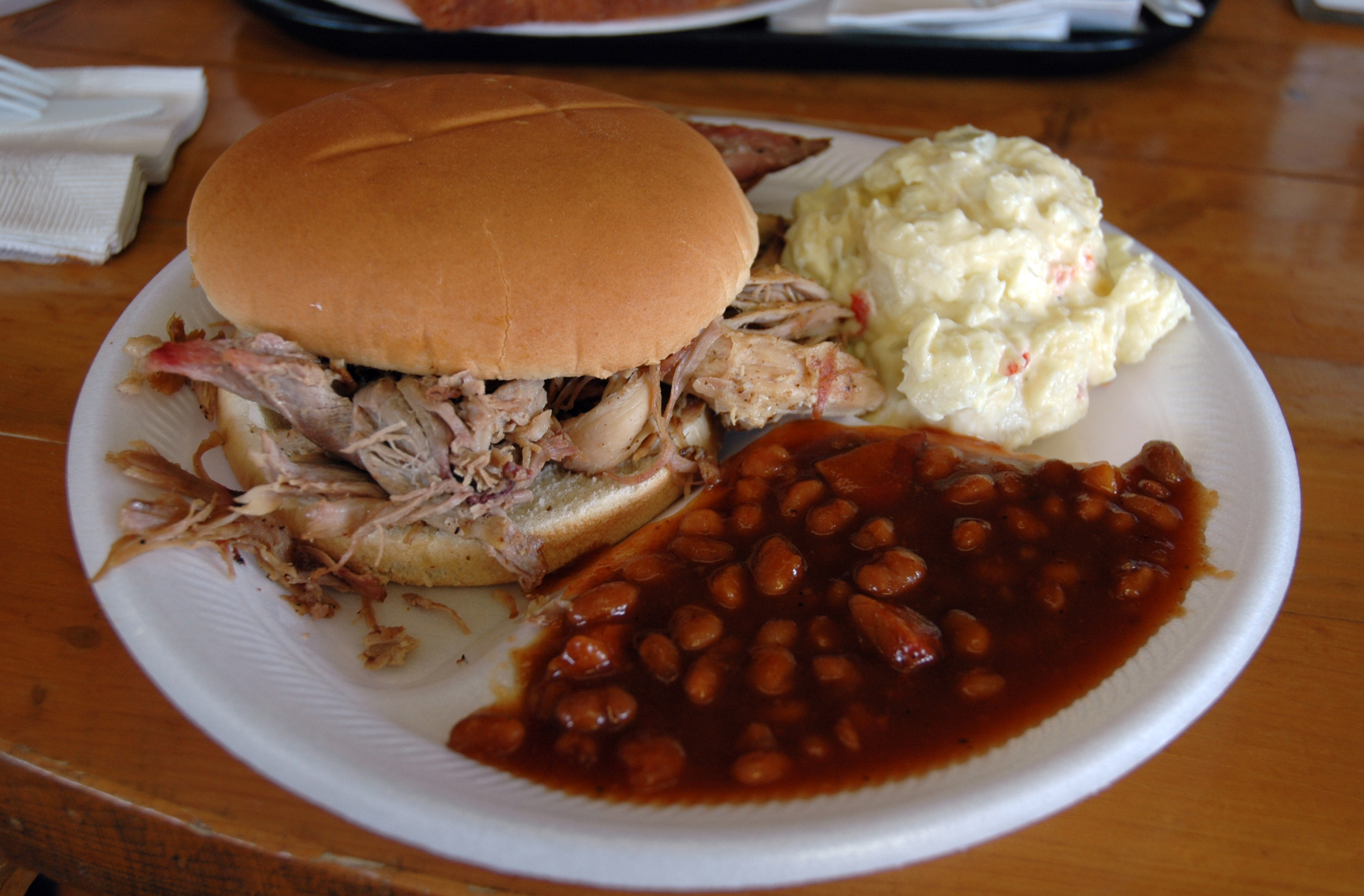
Kartoffelsalat und Baked Beans zum Sandwich

Während Geflügel auf dem Grill keine Beilage im engeren Sinne ist, wird dieses doch oft mit zubereitet und in der letzten Phase des eigentlichen Barbecue-Prozesses in die Hitze gegeben. Es spielt eigentlich beim Barbecue nie eine Hauptrolle, kann aber bei fast allen Varianten als Zusatz gereicht werden. Wichtige traditionelle Beilage im engeren Sinne ist ein fleischhaltiger Eintopf. An der Atlantikküste von Virginia bis Georgia herrscht dabei Brunswick Stew vor, Kentucky bevorzugt Burgoo, eine Art scharfen Eintopf, ebenso wie das Barbecue selbst aber oft mit Lammfleisch oder Hammel zubereitet. Landwärtiger gelegene Teile von South Carolina und Georgia servieren Hash auf der Basis von Schweinefleisch und Reis.
In den Carolinas sind Hushpuppies, kleine frittierte Bälle aus Maismehl, essenziell. North Carolina serviert allerdings regelmäßig zusätzlich helle Kartoffeln, South Carolina hingegen auch Reis allein. Alabama hingegen serviert Weißbrot, Arkansas wiederum Tamales. Obschon Coleslaw generell als Beilage verbreitet ist, gehen auch hier die Vorlieben zwischen essiglastig (North Carolina) und eher mayonnaiselastig (Memphis) auseinander. Es kann – vor allem in Tennessee – auf dem Sandwich oder – in anderen Gegenden – als Beilage daneben serviert werden.
Obwohl Coleslaw wahrscheinlich auch auf deutsche Einwanderer in die Carolinas und deren Krautsalat zurückgeht, konnte sich eine andere deutschgeprägte Beilage nur regional verbreiten: In Texas, mit seinem starken deutschen Einschlag in der Barbecue-Tradition, bevorzugt man neben oder anstelle von Coleslaw Kartoffelsalat und wie in den meisten anderen Staaten auch Bier. Die Jalapeños, Tortillas und Salsas wiederum, die ebenfalls in Texas und Oklahoma serviert werden, sind eher auf mexikanische Einflüsse zurückzuführen. Im Süden, nahe der mexikanischen Grenze, begleiten oft Pintobohnen das Gericht, im Osten des Staates eher Baked Beans.

## Kulturelle Bedeutung

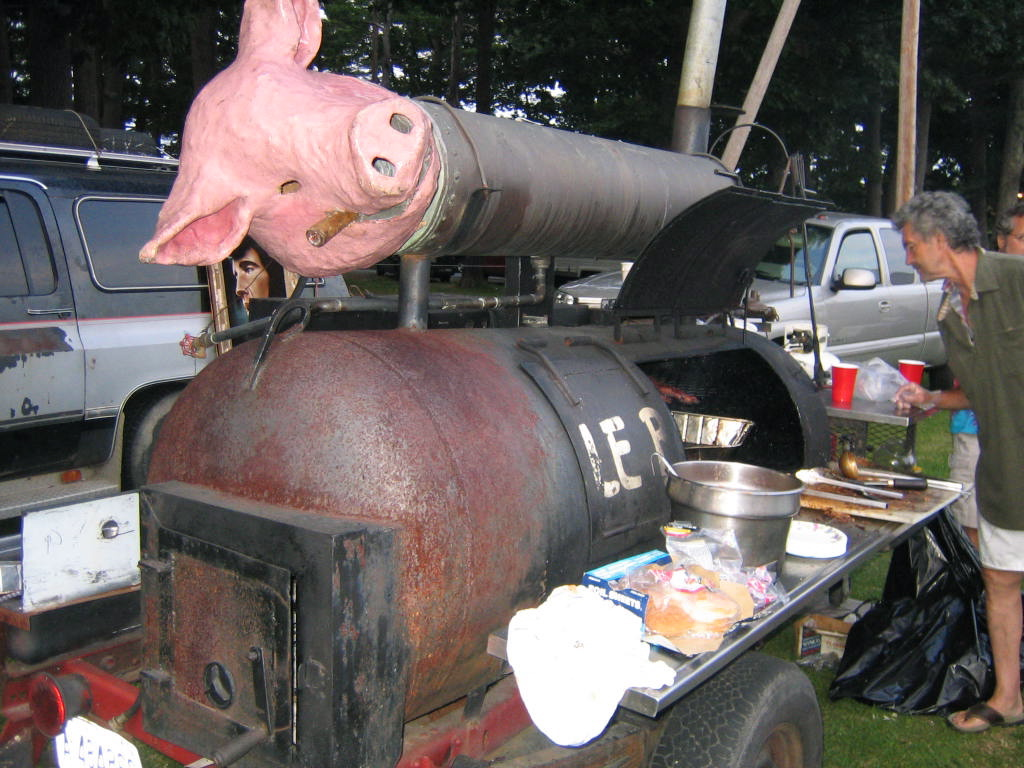
Klassischer BBQ-Smoker. Während der Zubereitung ist die Klappe geschlossen.

Besonders innerhalb der Südstaaten trägt die Wertschätzung des Barbecues und die Identifikation mit dem Gericht zu einer starken regionalen Identität bei. Zusammen mit Brathähnchen und Maisbrot gilt es als Teil der heiligen Dreieinigkeit der Südstaatenküche. Im Barbecue-Kernland, das sich eng mit dem Bible Belt überschneidet, „werden legendäre Barbecue-Lieblingsplätze wie religiöse Schreine verehrt.“ Das quasi-religiöse Bekenntnis zu einer bestimmten Barbecue-Variante ist dabei ein wesentlicher Teil des Barbecue-Diskurses.

### Barbecue als Symbol der Südstaaten

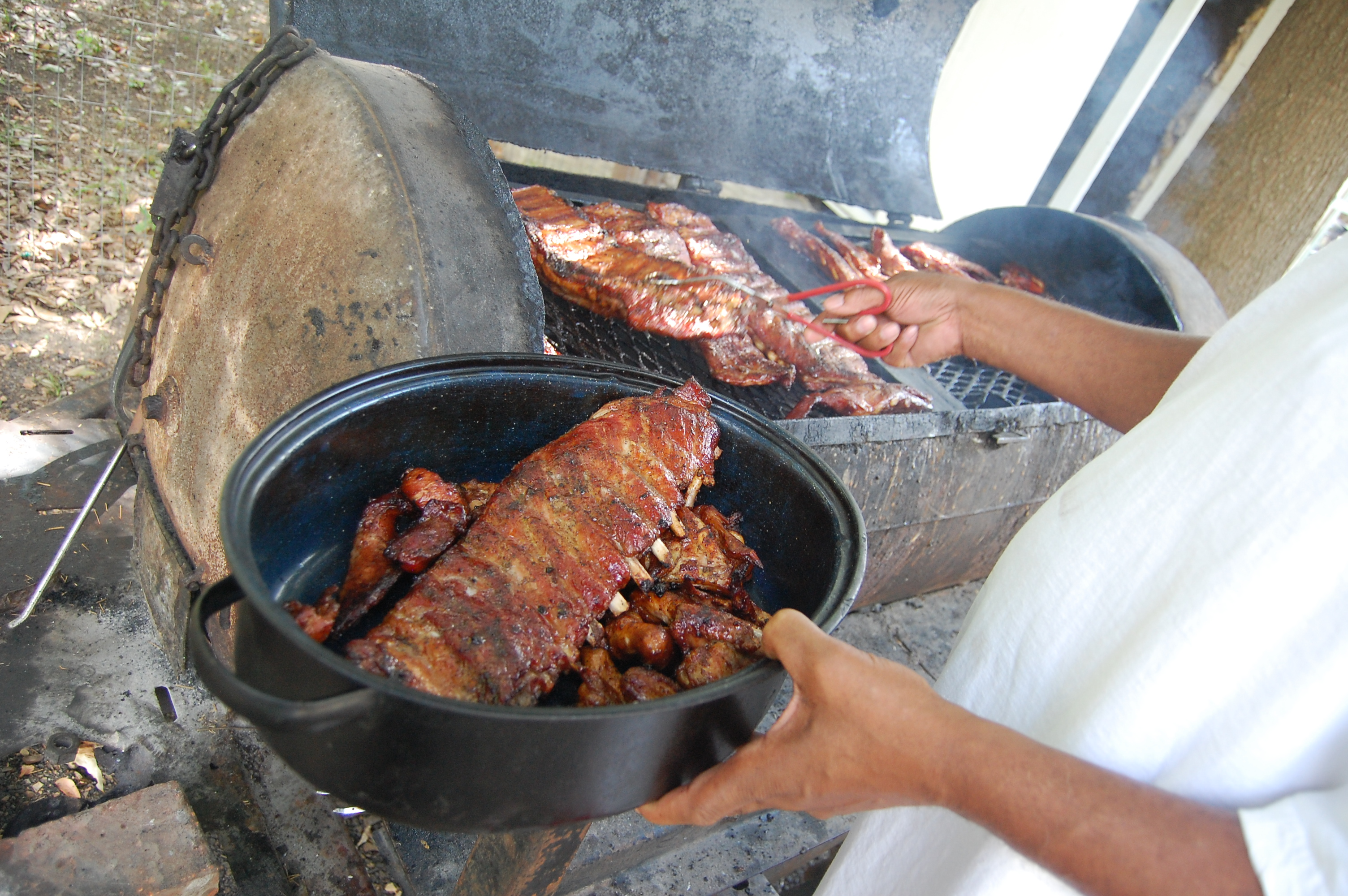
Garen von Spareribs in einem Barrel-Smoker an einer traditionellen Barbecue-Imbissbude im Süden der USA.

Die Identifikation der Südstaaten mit Barbecue geht so weit, dass der Soziologe John Shelton Reed zumindest halb ernsthaft vorschlug, die Confederate Flag doch durch eine Flagge mit einem tanzenden Schwein und Messer und Gabel zu ersetzen. Es würde die Verbundenheit aller Menschen in den Südstaaten anzeigen: „Man will vom Erbe sprechen, nicht vom Hass. Barbecue steht für ein Erbe, das wir alle teilen und auf das wir stolz sein können. Barbecue symbolisiert Gemeinschaft und trägt zu ihr bei. Ganz abgesehen von seinen vielen gemeinnützigen Erscheinungsformen, wie zum Beispiel beim Spendensammeln für freiwillige Feuerwehren.“ In den profilierten Restaurants treffen sich Geschäftsleute und Arbeiter, Bauern, Anwälte, Cowboys und Hippies, Afroamerikaner und Weiße, Protestanten und Katholiken und gelegentlich selbst Juden. Auf jeden Fall kann man nach Reeds Meinung die Südstaaten nicht verstehen, wenn man Barbecue nicht versteht.

### Regionale Identität

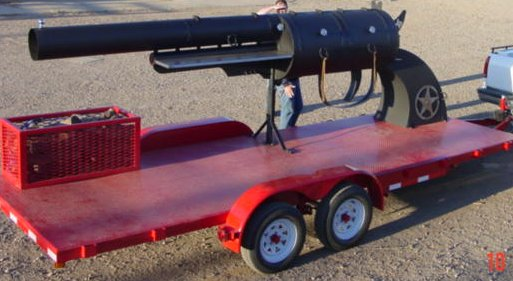
Eigenbau-Barbecue-Smoker aus Texas.

Andererseits trägt die Wertschätzung des Barbecues aber auch der engen Bindung an die Gemeinde und den Bundesstaat Rechnung: „Es ist vollkommen unstrittig, dass Barbecue die Gemüter scheidet. Fahr hundert Meilen und das Barbecue ändert sich. Wie byzantinische Ikonenmaler unterscheiden sich Barbecueköche in Technik und Stil, aber sie arbeiten so traditionsgebunden, dass diese Traditionen weitgehend bestimmen, was sie herstellen sollen.“ Es ist diese lokale Verwurzelung, verbunden mit übergreifendem regionalem Stolz, die Reed auch dazu bringt, Barbecue als einziges US-amerikanisches Äquivalent zu europäischer Käse- oder Weinkultur zu begreifen. Je nach Region kann es sein, dass bestimmte Gruppen in besonderer Weise mit Barbecue verbunden sind: So ist in Kentucky beispielsweise das Barbecue besonders eine Angelegenheit der römisch-katholischen Gemeinden. Sie sammeln viele ihrer Spenden bei großen Barbecues, die als wichtige soziale Veranstaltungen gelten. Bei einem solchen Festival auf Diözesan-Ebene stellen alle Gemeinden Helfer, die sich um je einen Teil der Angelegenheit, wie Burgoo, das Räuchern, die Getränke etc. kümmern, so dass in jeder Diözese 300 bis 400 Helfer zusammenkommen. Es sind sogar alle wichtigen BBQ-Restaurants Kentuckys in der Hand katholischer Familien.